# Ciprian Tănasă
Ciprian Ion Tănasă (ur. 2 lutego 1981 w Fălticeni) – rumuński piłkarz występujący na pozycji napastnika.

## Kariera piłkarska

### Kariera klubowa
W 1999 rozpoczął karierę piłkarską w klubie FC Argeș Pitești, skąd w sezonie 2000/01 był wypożyczony do drużyny Chimia Râmnicu Vâlcea. W lipcu 2007 za 500 tys. euro został sprzedany do klubu Universitatea Craiova, a w sezonie 2008/09 ponownie był wypożyczony, tym razem do Politehniki Jassy. W marcu 2009 jako wolny agent przeszedł do Metałurha Donieck. Latem 2011 powrócił do Rumunii, gdzie został piłkarzem klubu Dacia Mioveni.

### Kariera reprezentacyjna
Był zawodnikiem młodzieżowej reprezentacji Rumunii.